# برج حماية
```
برج الحماية في تاريخ الغرب، وتترجم أيضا برج داخل قلعة أو محافظة، من الإنجليزية Keep .

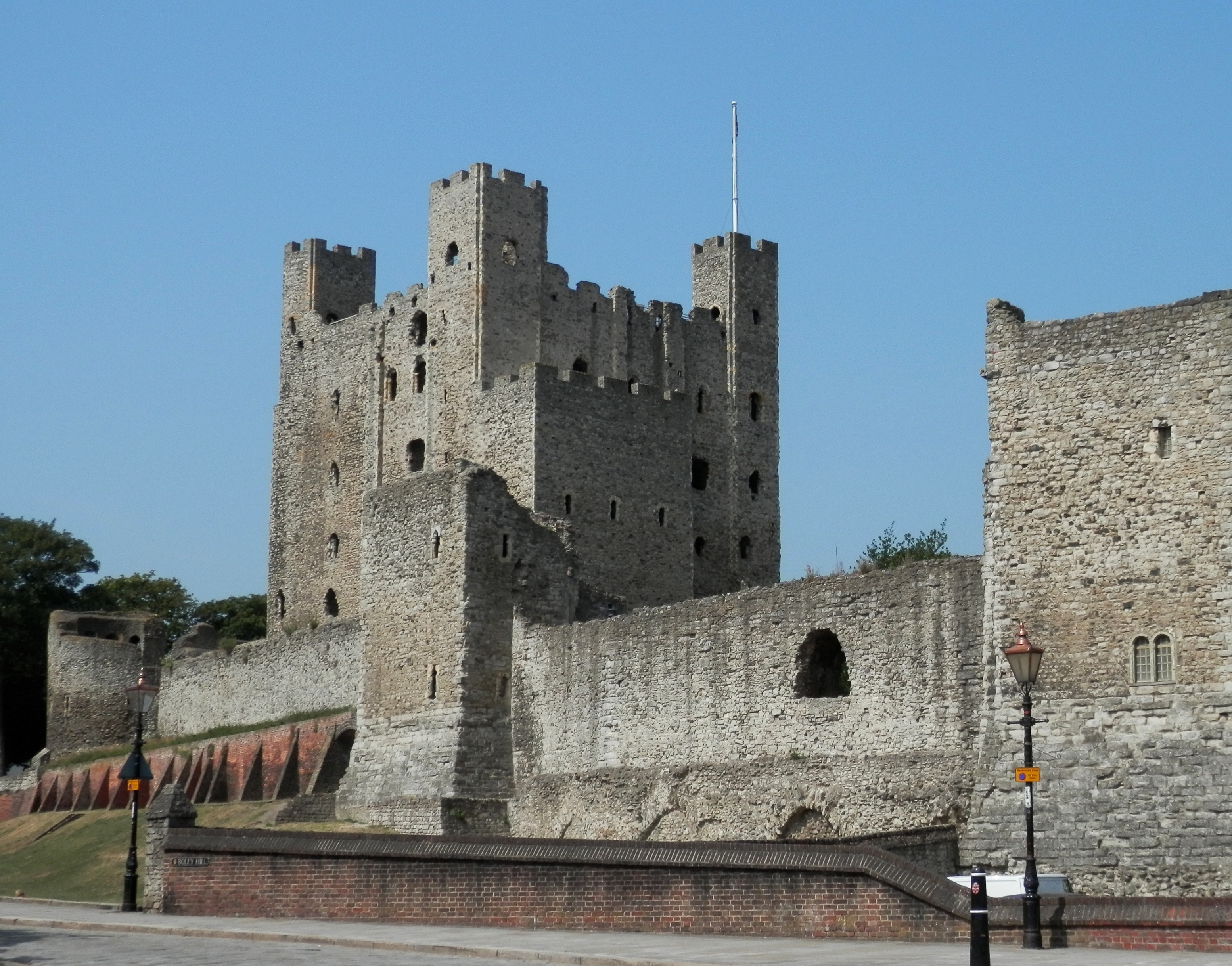
حصن نورماندي لـقلعة روتشستر، إنجلترا (الخلفية). البرج المستطيل الأقصر الملحق بالحصن هو مبنى أمامي له، والجدار الستار في المقدمة.

```

```
هو نوع من 
برج حماية
 بني داخل 
قلعة
 خلال 
العصور الوسطى
 من قبل نبالة أوروبية. ناقش علماء تاريخ اللغة الإنجليزية  نطاق كلمة "الحفظ keep"، ولكن عادة ما يعتبرون أنها تشير إلى الأبراج الكبيرة في 
القلاع
 التي كانت مساكن حماية، تستخدم كملجأ أخير إذا سقطت بقية القلعة في يد الخصم. كانت أول أبراج الحماية مصنوعة من الخشب وشكلت جزءًا أساسيًا من قلاع حصن وبايلي التي ظهرت في 
نورماندي
 
وأنجو
 خلال القرن العاشر. انتشر التصميم إلى إنجلترا، وجنوبًا إلى إيطاليا وصقلية. نتيجة 
الغزو النورماندي
 في 1066، انتشر الاستخدام إلى ويلز خلال النصف الثاني من 
القرن الحادي عشر
 وإلى أيرلندا في السبعينيات من القرن الثاني عشر. بدأ الأنجلو النورمان والحكام الفرنسيون في بناء حجرات حفظ حجرية خلال القرنين العاشر والحادي عشر. شملت هذه أبراج الحماية النورمانية، ذات التصميم المربع أو المستطيل، وأبراج الحماية الدائرية 
قشرة الحصن
. حملت حجرات الاحتفاظ الحجرية أهمية سياسية كبيرة بالإضافة إلى الأهمية العسكرية ويمكن أن تستغرق ما يصل إلى عقد من الزمن أو أكثر لبنائها.
```

## تاريخ

### أبراج الحماية الخشبية (القرون من التاسع إلى الثاني عشر)
كانت أول أبراج الحماية قد بُنيت كجزء من قلاع حصن وبايلي من القرن العاشر فصاعدًا - مزيج من الأدلة الوثائقية والأثرية يضع أول قلعة من هذا النوع، بُنيت في فينسي، في 979. بُنيت هذه القلاع في الأصل من قِبل السادة الأكثر قوة في أنجو في أواخر القرن العاشر والحادي عشر، وبالأخص فولك الثالث وابنه، جوفري الثاني، اللذان بنيا العديد منها بين 987 و1060. ثم قدم ويليام الفاتح هذا الشكل من القلاع إلى إنجلترا عندما غزا في 1066، وانتشر التصميم عبر جنوب ويلز مع توسع النورمان في الأودية خلال العقود اللاحقة.
في تصميم الحصن والبايلي، ستشمل القلعة رابية تُدعى motte، عادة ما يتم بناؤها اصطناعيًا عن طريق تكديس الحشائش والتربة، وبايلي، وهو ساحة مسورة منخفضة. وعادةً ما يتم بناء برج المراقبة وسور وقائي على قمة الرابية. يمكن أن تكون بعض الأسوار الواقية حول برج المراقبة كبيرة بما يكفي لوجود ممر حولها، ويمكن تقوية الأسوار الخارجية للرابية والممر عن طريق ملء الفجوة بين الجدران الخشبية بالأرض والحجارة، مما يسمح لها بحمل المزيد من الوزن - أُطلق على هذا اسم garillum. يمكن للرَّوابي الأصغر دعم الأبراج البسيطة فقط مع مساحة لعدد قليل من الجنود، في حين يمكن تجهيز الرَّوابي الأكبر ببرج مراقبة أكثر ضخامة. صُممت العديد من أبراج الحماية الخشبية مع bretasche، وهي هيكل مربع يبرز من الطوابق العلوية للمبنى، مما يتيح دفاعات أفضل وتصميمًا إنشائيًا أكثر متانة. يمكن حماية هذه أبراج الحماية الخشبية بالجلود والأخماص لمنع إشعالها بسهولة أثناء الحصار.
وصف معاصر واحد لأبراج الحماية هذه جاء من جان دي كولميو حوالي 1130، والذي وصف كيف كان النبلاء في منطقة كاليه يبنون "رابية من الأرض على ارتفاع أقصى ما يستطيعون ويحفرون خندقًا حولها بأوسع وأعمق ما يمكن. يتم تطويق المساحة أعلى الرابية بسياج من جذوع الأشجار المنشورة بقوة، معززة في فترات بأبراج بقدر ما تسمح وسائلهم. داخل الساحة المسوّرة توجد قلعة أو برج مراقبة، يسيطر على كامل محيط الدفاعات. مدخل الحصن هو عبر جسر، يرتفع من الجانب الخارجي للخندق ويدعمه دعامات مع ارتفاعه، يصل إلى قمة الرابية." في قلعة دورهام، وصف المعاصرون كيف نشأ برج المراقبة من "تل الأرض المرتفعة" مع برج مراقبة يصل إلى "الهواء الرقيق، قوي من الداخل والخارج"، "منزل باسل... لامع بالجمال في كل جزء". بالإضافة إل

### أبراج الحماية الحجرية المبكرة (القرون 10 - 12)
خلال القرن العاشر، بُني عدد قليل من أبراج الحماية الحجرية في فرنسا، مثل قلعة لانجيه: في القرن الحادي عشر، زاد عددها مع انتشار الأسلوب في نورماندي عبر بقية فرنسا وإلى إنجلترا وجنوب إيطاليا وصقلية. تم تحويل بعض قلاع الحصن والبايلي القائمة إلى حجر، مع المحافظة بين الأجزاء التي عادةً ما يتم ترقيتها أولاً، بينما في حالات أخرى تم بناء أبراج حماية حجرية جديدة من البداية. تم إدخال هذه أبراج الحماية الحجرية إلى أيرلندا خلال السبعينيات من القرن الثاني عشر بعد الاحتلال النورماني لشرق البلاد، حيث كانت شعبية بشكل خاص بين اللوردات الأنجلو-نورمان الجدد. ظهر نوعان عريضان من التصميم في جميع أنحاء فرنسا وإنجلترا خلال هذه الفترة: أبراج حماية حجرية رباعية الجوانب، تُعرف باسم أبراج الحماية النورمانية أو أبراج الحماية العظيمة في الإنجليزية - donjon carré أو donjon roman في الفرنسية - وأبراج حماية دائرية قشرة الحصن.
أسباب التحول من الخشب إلى الحجر للأبراج حماية غير واضحة، وكان العملية بطيئة وغير منتظمة، تستغرق سنوات عديدة لتأخذ مفعولها عبر المناطق المختلفة. كان يُعتقد تقليديًا أن أبراج الحماية الحجرية قد اعتُمدت بسبب الطبيعة الأكثر فظاظة للمباني الخشبية، والعمر المحدود للتحصينات الخشبية وقابليتها للحريق، لكن الدراسات الأثرية الحديثة أظهرت أن العديد من القلاع الخشبية كانت متينة ومتطورة مثل ما يوازيها الحجري. لم يتم تحويل بعض أبراج الحماية الخشبية إلى حجر لسنوات عديدة وتم بدلاً من ذلك توسيعها في الخشب، كما هو الحال في هن دومن. ومع ذلك، أصبح الحجر شائعًا بشكل متزايد كمادة بناء للأبراج حماية لأسباب عسكرية ورمزية.
تطلب بناء أبراج الحماية الحجرية حرفيين مهرة. على عكس الخشب والتراب، والتي يمكن بناؤها باستخدام عمالة قسرية أو الأقنان، كان يجب دفع هؤلاء الحرفيين وبالتالي كانت أبراج الحماية الحجرية مكلِّفة. كانت بطيئة نسبيًا في البناء أيضًا، بسبب قيود التل المالط

### أبراج الحماية في منتصف العصور الوسطى (أواخر القرن الثاني عشر - القرن الرابع عشر)
خلال النصف الثاني من القرن الثاني عشر، بدأت مجموعة من تصاميم أبراج الحماية الجديدة في الظهور في جميع أنحاء فرنسا وإنجلترا، مكسرةً الوحدة السابقة للتصاميم الإقليمية. انتشر استخدام أبراج الحماية في قلاع شبه الجزيرة الإيبيرية، لكن بعض القلاع الجديدة لم تدمج أبدًا أبراج حماية في تصاميمها. تشدد إحدى التفسيرات التقليدية على الفائدة العسكرية للنهج الجديدة، مشيرةً على سبيل المثال، إلى أن الأسطح المنحنية للأبراج حماية الجديدة ساعدت على صد الهجمات، أو أنها استفادت من الدروس المستفادة خلال الحروب الصليبية من الممارسات الإسلامية في بلاد الشام. ومع ذلك، ركز التحليل التاريخي الأحدث على الدوافع السياسية والاجتماعية التي كانت وراء هذه التغييرات في تصميم أبراج الحماية في منتصف العصور الوسطى.
خلال معظم القرن الثاني عشر، كانت فرنسا منقسمة بين ملوك كابيه، الذين يحكمون من إيل دو فرانس، وملوك إنجلترا، الذين يسيطرون على نورماندي وجزء كبير من غرب فرنسا. داخل أراضي كابيه، بدأ التجريب المبكر في تصاميم أبراج الحماية الجديدة في حصن هودان في 1120، حيث بني برج دائري مع أربعة أبراج دائرية. من الداخل، مع ذلك، بقي الهيكل تقليديًا مربعًا. بعد بضع سنوات، اعتمدت قلعة إيتامب تصميمًا رباعي الفصوص. ظلت هذه التصاميم، مع ذلك، تجارب معزولة.
ومع ذلك، في التسعينيات من القرن الثاني عشر، بدأ الصراع على السلطة في فرنسا يميل لصالح فيليب الثاني، وتوج بالاستيلاء الكابيتي على نورماندي في 1204. بدأ فيليب الثاني في بناء أبراج حماية دائرية بالكامل، مثل برج جان دارك، مع معظمها بُني في أراضيه المكتسبة حديثًا. بُني أول أبراج حماية فيليب الجديدة في قصر اللوفر في 1190 وعلى الأقل عشرون آخرين تبعوها، جميعهم بُنوا وفقًا لمعيار وتكلفة موحدين. ربما جاءت الفكرة المعمارية للأبراج حماية الدائرية من كتالونيا، حيث شكلت الأبراج الدائرية في القلاع تقليدًا محليًا، وربما كان لها بعض المزايا العسكرية، لكن كان القصد من بناء فيليب لهذه أبراج الحماية الجديدة بأسلوب جديد واضحًا سياسيًا، محاولة لإظهار سلطته وسيطرته الجديدتين على أراضيه الممتدة.

### أبراج الحماية في أواخر العصور الوسطى (القرنان الرابع عشر والخامس عشر)
شهد نهاية العصور الوسطى انتعاشًا جديدًا في بناء أبراج الحماية في القلاع الغربية. واصلت بعض القلاع بناءها دون أبراج حماية: فعلى سبيل المثال، جمعت باستيل في السبعينيات من القرن الرابع عشر التصميم الرباعي التقليدي الآن مع أبراج زاوية مزودة بمكاحل، وبوابات، وخندق. بشكل مبتكر، كان ارتفاع الأسوار مساويًا لارتفاع الأبراج. انتشرت هذه الموضة في فرنسا وإنجلترا، وخاصةً بين الطبقة الجديدة الغنية، على سبيل المثال في قلعة ناني. ومع ذلك، بدأت العائلات المالكة والأثرياء للغاية في فرنسا وإنجلترا وإسبانيا في بناء عدد قليل من أبراج الحماية على نطاق أكبر بكثير من ذي قبل، في بعض الأحيان تُسمى في إنجلترا بأبراج أبراج الحماية، كجزء من قلاع قصور جديدة.
انعكس هذا التحول الضغوط السياسية والاجتماعية، مثل رغبة أسياد الأراضي الأثرياء في الحصول على الخصوصية بعيدًا عن أسرهم المتزايدة من المرافقين، وكذلك الأفكار المعمارية المختلفة التي تم تبادلها عبر المنطقة، على الرغم من استمرار حرب المئة عام بين فرنسا وإنجلترا.
بدأ إحياء تصميم أبراج الحماية الفرنسية بعد هزيمة الجيوش الملكية في معارك معركة كريسي في 1346 ومعركة بواتييه (1356) في 1356، مما تسبب في مستويات عالية من الاضطرابات الاجتماعية في الأراضي الفرنسية المتبقية. حاول شارل الخامس استعادة السلطة والهيبة الملكيتين الفرنسيتين من خلال بناء مجموعة جديدة من القلاع.
كانت قلعة فينسين، حيث اكتمل برج المحافظة الجديد بحلول 1380 تحت حكم شارل، أول مثال على هذه "قلاع القصور". كان البرج في فينسين مبتكرًا للغاية: بارتفاع ستة طوابق، مع chemin de ronde يمتد حول أسواره المزودة بمكاحل، والمبنى الفاخر المزين محميًا بسور enceinte شكل "غلاف حماية" حول المحافظة.
تم نسخ المحافظة في فينسين في أماكن أخرى في جميع أنحاء فرنسا، وخاصةً مع استعادة الملوك الفرنسيين للأراضي من الإنجليز، مما شجع على أسلوب يركز على أبراج حماية شاهقة الارتفاع مع مكاحل بارزة.
أبراج حماية القلاع في القرون المتأخرة وتدميرها (القرون من السابع عشر إلى الحادي والعشرين)
من القرن السابع عشر فصاعداً، تم تدمير بعض أبراج الحماية عمداً. في إنجلترا، دُمر الكثير منها بعد نهاية الحرب الأهلية الإنجليزية الثانية في 1649، عندما اتخذ البرلمان خطوات لمنع انتفاضة ملكية أخرى عن طريق تدمير أو إضعاف القلاع بحيث لا يمكن استخدامها عسكريًا مرة أخرى. كان التدمير مكلفًا للغاية وتطلب جهدًا كبيرًا للقيام به، لذلك عادةً ما كان الضرر يتم بأكثر الطرق كفاءة من حيث التكلفة مع تدمير الجدران المختارة فقط. تعرضت أبراج الحماية لاهتمام خاص في هذه العملية بسبب أهميتها السياسية والثقافية المستمرة، والهيبة التي منحتها لأصحابها الملكيين السابقين - في قلعة كينيلوورث على سبيل المثال، تم تدمير المحافظة فقط، وفي قلعة راغلان، كانت المحافظة هي التركيز الرئيسي لنشاط البرلمان. كان هناك بعض التدمير المماثل للأبراج حماية في فرنسا في القرنين السابع عشر والثامن عشر، مثل تدمير قلعة مونتيغيون من قبل الكاردينال ريشيليو في 1624، ولكن كان كتالوج الضرر أقل بكثير من ذلك الذي حدث في إنجلترا في أربعينيات وأوائل الخمسينيات من القرن السابع عشر.
في إنجلترا، أصبحت القلاع الوسيطية المدمرة موضة مرة أخرى في منتصف القرن الثامن عشر. اعتُبرت مقابلة مثيرة للاهتمام للعمارة الكلاسيكية البالادية، ومنحت نوعًا من الجاذبية الوسيطية لأصحابها. تم تعديل بعض أبراج الحماية لتضخيم هذا التأثير: في قلعة هاواردن على سبيل المثال، أُعيد تشكيلها لتبدو أطول ولكن أكثر تداعيًا، لإنتاج ظل أفضل. استمر الاهتمام وفي أواخر القرنين الثامن عشر والتاسع عشر، أصبح من الموضة بناء قلاع نسخ متكاملة في إنجلترا، مما أدى إلى ما أسماه آ. روان "الطراز النورماني" الجديد في بناء القلاع، الذي اتسم بتضمين أبراج حماية كبيرة. آخر محافظة نسخة تم بناؤها بهذه الطريقة كانت في قلعة بينرين بين 1820 و1840.